# Tapu
Tapu (oder tabu) ist ein Konzept, das in vielen polynesischen Kulturen vorkommt, zum Beispiel in der Kultur der Māori und auf Tonga. Es bezeichnet etwas Heiliges oder Geweihtes. Das entsprechende Wort in der hawaiischen Sprache ist kapu. In den altindonesischen Kulturtraditionen gibt es ähnliche Verbotsbestimmungen, deren wesentliches Ziel die Abgrenzung von Profanem und Sakralem ist, etwa pali bei den Ngaju auf Borneo. Hiermit in Beziehung stehen die Vorstellungen einer Lebensseele oder Lebensenergie, die semangat im Malaiischen und lulik auf Timor genannt werden.
In der Tradition der Māori und auf Tonga ist tapu (Māori) oder tabu (Tonga) etwas Unantastbares, Unverletzliches, Geheiligtes. Dinge oder Örtlichkeiten, die tapu sind, dürfen nicht berührt oder besucht werden. In manchen Fällen darf noch nicht einmal über das tapu gesprochen werden.
Oft wird dieses Konzept benutzt, um lebenswichtige Ressourcen vor Raubbau zu schützen. So wurde auf Hawaii mithilfe des kapu der Fischfang reguliert. Die jahrhundertelang erzielten Jahreserträge lagen bei 12–17 t/km². Nach Ankunft der Europäer brachen diese ein. Sie erholten sich zwar langsam, bleiben aber noch heute mit 10 t/km² deutlich darunter. In der Welt der Māori benutzten tohunga (z. B. Priester) das tabu, um etwa einen Fischweiher zu schützen. In manchen Ortsbezeichnungen taucht das Wort tapu als Silbe auf, beispielsweise in wai-o-tapu, übersetzt heiliges Wasser.
Das deutsche Wort Tabu (englisch taboo) hat seinen Ursprung in diesem Wort und seiner Bedeutung. Taboo wurde von James Cook als erstem Europäer nach seinem Besuch in Tonga im Jahr 1777 benutzt, bevor das Wort als Tabu Anfang des 20. Jahrhunderts auch in Deutschland Einzug hielt.